# Assur-dan II
Assur-dan II was koning van Assyrië van 935 v.Chr. tot 911 v.Chr..
In zijn tijd had het koninkrijk te kampen met de steeds verder oprukkende Arameeërs, waaronder de Kaldu (de Chaldeeën). Zijn regeringsperiode geldt dan ook als een tijd van zwakte voor Assur. Daar zou pas onder zijn opvolger een einde aan komen, hoewel Assur-dan een aantal overwinningen tegen hen beweert te hebben behaald.